# Paul Häberlin
Paul Haeberlin (Kesswil, 17 febbraio 1878 – Basilea, 29 settembre 1960) è stato un filosofo svizzero.

## Biografia
Era il figlio dell'insegnante Jakob Häberlin e di Pauline Bär. Dopo aver frequentato la scuola di canto di Frauenfeld (1890-1900), studiò filosofia e teologia a Gottinga, Berlino e a Basilea. Nel 1900 superò l'esame di stato in teologia presso l'Università di Basilea. Ottenne il dottorato in filosofia con la tesi su Friedrich Daniel Ernst Schleiermacher. Dopo aver conseguito il diploma di abilitazione, lavorò come maestro alla scuola reale inferiore di Basilea.
Nel 1904 fu nominato direttore dell'Istituto magistrale di Kreuzlingen, si dimise nel 1909, perché i suoi docenti si opponevano alle sue idee. Nel 1908 conseguì l'abilitazione all'Università di Basilea con un lavoro sui Primi principi di Herbert Spencer. Fu professore di filosofia presso l'Università di Basilea (1909-14), poi a Berna (1914-22) e ancora a Basilea (fino al 1944). Rifiutò la nomina come successore del filosofo Rudolf Eucken e del pedagogo Wilhelm Rein all'Università di Jena. Nelle sue opere si confrontò coi problemi relativi dell'estetica, della filosofia, della psicologia, della pedagogia e della teoleogia.

## Opere principali

### Psicologia
- Der Leib und die Seele (1923)
- Der Geist und die Triebe: Eine Elementarpsychologie (1924)
- Der Charakter (1925)
- Leitfaden der Psychologie (1937)

### Pedagogia
- Das Ziel der Erziehung (1923)
- Möglichkeit und Grenzen der Erziehung: Eine Darstellung der pädagogischen Situation (1936)
- Allgemeine Pädagogik (1940)

### Filosofia
- Das Gute (1926)
- Das Geheimnis der Wirklichkeit (1927)
- Allgemeine Ästhetik (1929)
- Das Wunderbare (1930)
- Das Wesen der Philosophie: Eine Einführung (1934)
- Naturphilosophische Betrachtungen I: Einheit und Vielheit (1939)
- Naturphilosophische Betrachtungen II: Sein und Werden (1940)
- Der Mensch: Eine philosophische Anthropologie (1941)
- Logik im Grundriss (1947)
- Philosophia Perennis: Eine Zusammenfassung (1952)

### Teologia
- Das Evangelium und die Theologie (1956)
- Stegmüller,W., Hauptströmungen der Gegenwartsphilosophie, Bd I, Kapitel VIII. (1978)